# Attentats de Buttala
Les attentats de Buttala sont deux attentats à la bombe distincts survenus le 16 janvier 2008 à Buttala, au Sri Lanka, ayant fait 32 morts et 62 blessés.

## Attentats
La première bombe en bordure de route visait un bus civil, avec des hommes armés tirant sur des survivants en fuite, puis se retirant dans la brousse, tuant les agriculteurs qui les ont rencontrés. La deuxième bombe placée en bordure de route visait un véhicule militaire, blessant trois soldats. Le gouvernement sri-lankais a blâmé les Tigres de libération de l'Îlam tamoul (LTTE) pour les attaques,,,,,.